# دائرة بصرية مغلقة
الألياف الضوئية إلى x (بالإنجليزية: Fiber To The x اختصاراً FTTx)‏ مصطلح عام لأية بنية ذات نطاق عريض تعمل بطريقة الإرسال المتعدد (أي إرسال أكثر من إشارة في قناة واحدة مشتركة) التي تستخدم الألياف الضوئية كوسيط نقل لتحل محل كل أو جزء من التوصيلات المعدنية المعتادة المحلية المستخدمة للاتصالات في الميل الأخير. المصطلح العام (FTT) نشأ بوصفه تعميماً والحرف الأخير يحدد الحد الذي يصل إليه كيبل الألياف الضوئية الذي استعيض عنه بـ x  في التعميم تتمثل بـ (FTTN، FTTC، FTTB، FTTH...).

## التقسيمات الرئيسيةFTTx
صناعة الاتصالات السلكية بواسطة الألياف الضوئية FTTx تختلف باختلاف الحد الذي تصل إليه:

رسم تخطيطي يوضح كيف تختلف التقسيمات الرئيسية FTTx فيما يتعلق بالمسافة بين مزود الخدمة والمستخدم النهائي. المباني التي في الجهة اليمنى تخص العميل، والتي على الجهة اليسرى مزود الخدمة. نوع الكيبلات المستخدمة باللون البنفسجي هي الألياف الضوئية والبرتقالية كيبلات معدنية.

| م | FTTx | الحد             | الوصف | المسافة حتى الحاسوب - تقريباً تحسب حسب الحالة | التكلفة بالنسبة لمقدم الخدمة 1 الأعلى |
| - | ---- | ---------------- | --- | -------------------------------------------- | ------------------------------------- |
| 1 | FTTH | المنزل Home      | الألياف البصرية تصل المنزل حتى حدود المساحة المعيشية مثل الجدار الخارجي للمنزل                                                        | >50                                          | 1                                     |
| 2 | FTTB | المبنى Building  | الألياف البصرية تصل المبنى حتى حدود القبو في وحدات سكنية متعددة، مع التوصيل النهائي لمساحة المعيشة الفردية التي تبذل عبر وسائل بديلة. | >200                                         | 2                                     |
| 3 | FTTC | الكابينة Cabinet | الألياف البصرية تصل الكابينة تشبه إلى حد بعيد FTTN، ولكن كابينة الشارع هي أقرب إلى أماكن العمل للمستخدم.                              | >300                                         | 3                                     |
| 4 | FTTN | عقدة Node        | الألياف البصرية تصل عقدة وتبعد عن كابينة الشارع عدة كيلومترات من مقر                                                                  | <300                                         | 4                                     |

### تقسيمات أخرى
- FTTD—الألياف إلى نفس المكتب—يتم تثبيت اتصال الالياف من غرفة الحاسوب الرئيسي لمحطة تحويل طرفية أو بالقرب من مكتب المستخدمين.

## الفوائد
السرعة في الألياف البصرية وكابلات النحاس كلاهما محدود بالطول، ولكن النحاس هو أكثر من ذلك بكثير محدود بقوة في هذا الصدد. على سبيل المثال، شكل شائع من جيجابت إيثرنت يدار أكثر اقتصادا نسبيا الفئة 5E ، فئة 6 ، أو زيادة فئة 6 زوج من كابلات النحاس الغير معزولة والملتوية ولكن فقط لمسافة 100 متر. ومع ذلك، ففى المقابل في نوع من الألياف، ويمكن الوصول بسهولة لجيجابت إيثرنت عشرات من الكيلومترات.
حتى في عالم التجارة، فمعظم أجهزة الكمبيوتر لديها كابلات الاتصالات النحاسية. ولكن هذه الكابلات هي قصيرة، وتقدر عادة بعشرات من الأمتار. ارتباطات الشبكة في معظم المدن الكبرى (مثل تلك التي تقوم على الهاتف أو خدمات تلفزيون الكابل) وعلى بعد عدة كيلومترات طويلة، في النطاق حيث تتفوق بشكل كبير الألياف على النحاس. ويستبدل جزء على الأقل من هذه الارتباطات، بالألياف التي يقلل من شرائح النحاس المتبقية ويسمح لهم بتشغيل أسرع بكثير.
يمكن أن تكوينات الألياف التي تجلب الضرورة في بناء تقدم يفضى إلى سرعات أعلى للقطاعات الباقية حيث يمكن استخدام معيار إيثرنت أو الكابل المحوري. تكوينات الألياف التي تمر بمرحلة انتقالية لتشكيل كابينة النحاس في الشوارع هي عادة أبعد كثيرا من المستخدمين للحصول على تكوينات إيثرنت القياسية أكثر من الكابلات النحاسية الحالية. التي يستخدمونها عادة عالية جدا خط المشترك الرقمي معدل بت (VDSL) في المصب بمعدلات عشرات ميغابت في الثانية الواحدة.
وغالبا ما يقال عن الألياف أنها برهان المستقبل لأن معدل البيانات الاتصال يقتصر عادة على المعدات الطرفية بدلا من الألياف، مما يسمح على الأقل ببعض التحسينات على سرعة ترقيات المعدات قبل ترقية معدات الألياف نفسها. لا يزال اختيار، نوعية وطول الألياف المستخدمة، على سبيل المثال مباراة واحدة النمط المتعدد، التي تعتبر بالغة الأهمية بالنسبة لمستقبل تطبيق اتصالات جيجابت العالية.

## إيثرنت من نقطة إلى نقطة
نقطة إلى نقطة بروتوكول عبر الإيثرنت هي وسيلة مشتركة لإيصال الثلاثي (ورباعية) لإذاعة (الصوت والفيديو والبيانات والخدمات المحمولة) على حد سواء الألياف و الشبكات سلك محورى الألياف الهجين [HFC] .إيثرنت نشط من نقطة إلى نقطة يستخدم الألياف المخصصة من المشغل المكتب المركزي على طول الطريق إلى منزل المكتتبين، في حين أن الشبكات الهجينة (غالبا FTTN) تستخدم لنقل البيانات عبر الألياف إلى عقدة، ومن ثم لضمان أعلى سرعات ممكنة على اتصالات النحاس الميل الأخير .
هذا النهج قد أصبحت ذى شعبية متزايدة في السنوات الأخيرة مع مقدمي خدمات الاتصالات في كل من أمريكا الشمالية إيه تي آند تي ، تيلوس، على سبيل المثال] ، وعلى أوروبا Fastweb ، [[تليكوم إيطاليا] ] ، النمسا تليكوم ودويتشه تليكوم، على سبيل المثال]. بحث متخصص غوغل بدا أيضا في هذا النهج، من بين أمور أخرى، باعتبارها وسيلة لتقديم خدمات متعددة عبر الشبكات الوصول المفتوح في الولايات المتحدة.